# Jüdisch-amerikanische Literatur
Die jüdisch-amerikanische Literatur, die Literatur der Juden in den Vereinigten Staaten, nimmt in der amerikanischen Literatur einen prominenten Platz ein. Neben einer Tradition des englischsprachigen Schreibens umfasst sie weitere Sprachen, unter denen die wichtigste das Jiddische war. Während die Mehrzahl der Autoren und der Kritiker die Eigenständigkeit der jüdischen Literatur anerkennen, lehnen andere Autoren es ab, als „jüdische Stimmen“ klassifiziert zu werden. Eine eindeutige Zuordnung oder Abgrenzung ist daher nicht immer problemlos möglich. Trotz der Vielfalt und Dynamik in der literarischen Spiegelung der jüdisch-amerikanischen Welterfahrung lassen sich allerdings einige wiederkehrende Elemente feststellen, die sowohl in sprachlich-stilistischer als auch in motivgeschichtlicher und thematischer Hinsicht diesen Bereich der amerikanischen Literatur in besonderer Weise kennzeichnen.

## Übersicht
Beginnend mit den autobiografischen Berichten und den Petitionen der sephardischen Einwanderer, die die USA seit dem 17. Jahrhundert besiedelten, entwickelte die jüdisch-amerikanische Literatur sich über die Jahrhunderte hinweg beständig weiter, bis sie schließlich alle literarischen Formen – wie Epik, Lyrik und Drama – einschloss. Einen besonderen Platz nehmen im 20. Jahrhundert die Romane von Saul Bellow, Henry Roth, Bernard Malamud, Chaim Potok, Isaac Bashevis Singer und Philip Roth ein. Diese Autoren loten in ihren Werken neben nichtjüdischen Themen auch die Konflikte aus, die bei der Konfrontation der Säkulargesellschaft und der jüdischen Tradition entstehen, und die von den Kindern und Enkeln der Einwanderer kaum weniger dramatisch als von ihren Vorfahren selbst empfunden werden.
Die Bedingungen des jüdischen Lebens in der Gegenwart und die Bedeutung jüdischer Traditionen angesichts der Erfahrungen des 20. Jahrhunderts werden ebenfalls in den Werken Cynthia Ozicks thematisiert, die sich wieder verstärkt einem eher jüdischen Leserkreis zuwendet. Eine breitere Leserschaft spricht demgegenüber Leon Uris mit seinen historischen Romanen an, die die Geschichte der Juden im 20. Jahrhundert und die Entwicklung des Staates Israel schildern. Auch E. L. Doctorow nutzt in seinen Romanen und Erzählungen teilweise seinen eigenen jüdischen Erfahrungshintergrund, ohne sich jedoch noch in irgendeiner Weise auf diesen festlegen zu lassen.
Der vielfach ausgezeichnete, späte Debütroman Wartime Lies (1991) von Louis Begley thematisiert dagegen die Erinnerung an den Holocaust und verweist explizit auf den Zusammenhang zwischen individueller und kollektiver Erfahrung. Der Erzähler schildert, wie er als neunjähriger Junge in Polen die Besetzung durch die Nationalsozialisten nur durch die Verleugnung seiner eigenen Identität überleben konnte. Diese Erinnerung des Erzählers ist bestimmt durch die selbstquälerischen Vorwürfe aus der Perspektive des Überlebenden, der in Kenntnis der Leidensgeschichte seines Volkes die ihm als Kind aufgezwungene Preisgabe seiner Identität nur äußerst schmerzhaft einordnen kann.
Mit den zwischen 1964 und 1996 erschienenen Kriminalromanen Harry Kemelmans wird das jüdische Milieu gleichzeitig zu einem Bestandteil der amerikanischen Unterhaltungsliteratur. An die Stelle von Chestertons Pater Brown tritt der Rabbi Small als ermittelnder Amateurdetektiv in einer spezifisch jüdischen, jedoch auch für nichtjüdische Leser verständlichen Umgebung. Kemelmans erfolgreiche Rabbi-Small-Romane machen nicht nur gleichsam als Nebeneffekt eine größere Leserschaft mit jüdischen Denkweisen und Gebräuchen vertraut, sondern spiegeln in der literarischen Szene der USA auch die veränderte Stellung jüdischer Erzählkunst, die in der zweiten Hälfte des 20. Jahrhunderts zunehmend ihre Marginalität verloren hat.
Jüngere Autoren wie etwa Alan Kaufman, Michael Chabon, Jonathan Safran Foer, Nicole Krauss oder Allegra Goodman wiederum setzen die Auseinandersetzung mit dem jüdischen Identitätsproblem in ihren Arbeiten fort; weitere Themen sind hier neben dem Holocaust ebenso die fortschreitende Assimilation und der – besonders in der jüngeren Generation bestehende – Trend zur Neuentdeckung der jüdischen Traditionen. In zunehmendem Umfang beschäftigt sich die neuere jüdisch-amerikanische Literatur ebenfalls mit den Themen Israel, Zionismus, Antisemitismus und „Neuer Antisemitismus“.
So setzt sich auch Joseph Brodsky, der erst 1972 im Alter von 32 Jahren in die Vereinigten Staaten auswanderte und 1977 die amerikanische Staatsbürgerschaft erhielt, als New Yorker Exilant in seiner 1986 erschienenen Essaysammlung Less Than One mit dem stark verwurzelten Antisemitismus auseinander, mit dem er während seiner Kindheit und Grundschulzeit im russischen Leningrad zu kämpfen hatte. Deutsche Übersetzungen dieses Sammelbandes wurden unter den Alternativtiteln Erinnerungen an St. Petersburg und Erinnerungen an Leningrad veröffentlicht. Neben Bellow und Singer zählt Brodsky zu jenen amerikanischen Autoren jüdischer Herkunft, die bislang für ihre Werke mit dem Literaturnobelpreis ausgezeichnet wurden.

## Frühe jüdische Literatur
Die Ursprünge jüdischer Kultur in Nordamerika lassen sich bis in die Kolonialzeit zurückverfolgen, nachdem sephardische Juden ab 1654 Zuflucht in Nieuw Amsterdam und Newport suchten. Diese Grundlagen wurden im 19. Jahrhundert mit der Einwanderung zentraleuropäischer Juden, die zumeist einem aufgeklärten Reformjudentum angehörten, zunehmend ausgebaut und verstärkt. Eine beachtliche ausgesprochen jüdische Literatur in den USA entstand schon bald nach dem Eintreffen der ersten Welle vornehmlich orthodoxer Juden aus Osteuropa nach den Pogromen 1831/1832.
Als erste bedeutende jüdisch-amerikanische Lyrikerin reagierte Emma Lazarus 1832 darauf mit ihren Songs of a Semite. Das von ihr 1883 verfasste Sonett The New Colossus wurde zwei Jahre später in den Sockel der neu errichteten Freiheitsstatue in New York eingraviert und spiegelte eindrücklich den wachsenden Einfluss der jüdischen Immigranten.
Wie in Mary Antins Autobiografie The Promised Land (1912) stellte Lazarus in ihrem Willkommensgruß an die Neuankommenden dem negativ gezeichneten Bild der Alten Welt die Vorstellung einer idealistisch verklärten Neuen Welt gegenüber, die erst von der nachfolgenden Autorengeneration kritisch in Frage gestellt wurde.
In den jüdischen Familien Osteuropas spielte die jiddischsprachige Literatur, die durch Autoren wie Mendele Moicher Sforim bereits im 19. Jahrhundert eine hohe Reife erlangt hatte, eine wichtige Rolle. Mit den über zwei Millionen osteuropäischer Juden, die zwischen 1880 und 1920 ihre Heimatländer verließen, gelangte diese jiddische Literatur ebenso in die Vereinigten Staaten.
Die ersten jiddischen Schriftsteller, die sich in den USA zu einer „Schule“ formierten, waren die „Sweatshop Poets“, unter denen Morris Winchevsky, David Edelstadt, Joseph Bovshover, Eliakum Zunser und vor allem Morris Rosenfeld die bedeutendsten waren. Ihre kreative Zeit hatte diese Gruppe etwa zwischen 1880 und 1905. In ihren Gedichten prangerten die „Sweatshop Poets“ die unmenschlichen Arbeitsbedingungen an, denen die jüdischen Einwanderer in den Manufakturen der New Yorker Lower East Side ausgesetzt waren. Dieser revolutionären Poesie folgte 1907/1908 eine neue Generation jüdischer Autoren, die sich „Di Yunge“ („Die Jungen“) nannten und in der Literatur nicht Sozialkritik, sondern Schönheit suchten. Die führenden Dichter in dieser Gruppe waren Mani Leib, H. Leivick und Moyshe Leyb Halperin, sie umfasste jedoch auch Erzähler wie David Ignatoff und Isaac Raboy.
In dem Maße, in dem die osteuropäischen Einwanderer sich einlebten und in der amerikanischen Gesellschaft aufgingen, gaben die Autoren unter ihnen es auf, jiddisch zu schreiben. Eine Ausnahme bildet der 1904 in Polen geborene Isaac B. Singer, der in Warschau aufwuchs und dort begann, Geschichten zu schreiben. Er wanderte 1935 in die USA aus. Seine Erzählungen spielen im Vorkriegspolen wie in den Lagern Hitlers und Stalins oder berichten von den Schicksalen der Immigranten aus Polen. Singer, der 1978 den Literaturnobelpreis erhielt, schrieb zuerst hebräisch, später jiddisch.

## Amerikanische Ideale und jüdische Immigrantenerfahrung
Die jüdisch-amerikanische Literatur in der ersten Hälfte des 20. Jahrhunderts wurde insbesondere geprägt durch zahlreiche Biografien, Romane und Kurzgeschichten, in denen das Schicksal der jüdischen Immigranten und die Suche der Einwanderer und ihrer Nachkommen nach einem festen Platz in der neuen, noch fremden Heimat thematisiert wird. Ein wiederkehrendes zentrales Motiv ist dabei bis zum Ende der dreißiger Jahre vor allem der Identitätskonflikt im Spannungsfeld zwischen Alter und Neuer Welt.
So schildert der 1896 veröffentlichte Kurzroman Yekl: A Tale of the New York Ghetto des aus Russland stammenden Autors Abraham Cahan die Identitätssuche des Einwanderers Yekl, die in tragikomischer Form mit den Selbstzweifeln und der Ungewissheit des Protagonisten über seine weitere Zukunft endet. Cahan stellt dem Protagonisten jedoch die Figur des Talmudgelehrten und Englischlehrers Bernstein gegenüber, dem es aus einer kritisch-distanzierten Perspektive gelingt, die kulturellen Gegensätze miteinander zu vereinbaren. Anders als in nachfolgenden Werken versucht Cahan in diesem Kurzroman noch die typischen Merkmale des Jiddischen in das Englische zu übertragen, um seine Skizze des jüdischen Immigrantenmilieus zu stützen. 1917 greift Cahan in der fiktionalen Autobiografie The Rise of David Levinsky die Thematik des Identitätskonfliktes der jüdischen Immigranten wieder auf. Der Titelheld ist ein orthodoxer russischer Talmudstudent, der nach seiner Einwanderung schon bald seinen sozialen Aufstieg in der New Yorker Bekleidungsindustrie erlebt. Dabei wird er jedoch zu einem überangepassten amerikanischen „allrightnik“, der erst in der Rückschau die Spannungen und Widersprüche zwischen Vergangenheit und Gegenwart erkennt. Der Verlust der europäischen und jüdischen Heimat mündet letztlich in seiner Selbstentfremdung und Orientierungslosigkeit, die allerdings durch die nostalgischen Erinnerungen und die Darbietungsform des Klageliedes teilweise ironisch überlagert wird.
Ohne eine solche ironische Distanz stellt Anzia Yezierska in ihren stark autobiografisch geprägten Kurzgeschichten und Romanen vor allem die Diskrepanz zwischen Ideal und Wirklichkeit des Lebens als Einwanderer in der Neuen Welt in den Vordergrund. Bereits in ihren ersten Kurzgeschichten, die 1920 gesammelt unter dem Titel Hungry Hearts veröffentlicht wurden, findet sich die für sie charakteristische Hauptfigur, eine intelligente und sensible Einwanderin, deren materielle und ideelle Hoffnungen oder Sehnsüchte in Amerika nicht erfüllt werden können. Auch die Protagonistin ihres 1925 erschienenen Romans Bread Givers: A Struggle between a Father of the Old World and a Daughter of the New schafft es nicht, ein neues Leben nach ihren Vorstellungen und Idealen aufzubauen. Nach ihrer Rebellion gegen ihren orthodoxen Vater und einer Collegekarriere kehrt sie zu ihrer Familie an die Lower East Side zurück, erlebt jedoch, dass wiederholter Rollenwechsel und Distanzierung zu einem schmerzhaften Identitätsverlust führen. Yezierska zeichnet in ihren Kurzgeschichten und Romanen ein Bild der amerikanischen Gesellschaft, die zwar materiellen Erfolg und individuelle Selbstverwirklichung verheißt, aber nicht die emotionale Geborgenheit der alten Heimat bieten kann.
Das in den Werken von Cahan und Yezierska etablierte grundlegende Muster einer zunächst enthusiastisch angestrebten und später kritisch hinterfragten Amerikanisierung wurde von verschiedenen jüdisch-amerikanischen Autoren in der Folgezeit übernommen. Demgegenüber entwickelte Samuel Ornitz eine spezifische Variante des affirmativen Modells des Lebens in der Neuen Welt, das Mary Antins zuvor in ihrer Autobiografie dargeboten hatte. In seinem Roman Haunch, Paunch and Jowl (1923), der zu den profilierteren Werken der sozialistischen Literaturbewegung und jüdischen Literatur der damaligen Zeit gezählt wird, passt sich der Pikaro und Antiheld Meyer Hirsch mühelos dem kriminellen Großstadtmilieu an und schafft als korrupter Richter den Aufstieg an die Spitze der New Yorker Justiz. Ornitz rechnet in seinem Roman zwar mit den allrightniks, d. h. den angepassten Juden, ab, setzt sich als bekennender Atheist in seinem Roman jedoch zugleich für eine Aufgabe der religiösen Traditionen und Amerikanisierung der jüdischen Einwanderer ein, allerdings unter sozialistischen Voraussetzungen. Die Erzählweise und der dargestellte Realitätsausschnitt in Ornitz’ Roman deuten zugleich auf den ebenfalls politisch geprägten Roman Jews without Money (1930) von Michael Gold voraus.
Auch die noch in der Krisenzeit der Great Depression erschienene Williamsburg-Trilogie Summer in Williamsburg (1934), Homage to Blenholt (1936) und Low Company (1937) von Daniel Fuchs ist in einem zerrütteten Milieu angesiedelt, das durch Armut, extreme soziale Gegensätze sowie Ausbeutung, Kriminalität und allgemeinen Egoismus gekennzeichnet ist. Die handelnden Figuren sind hier gleichermaßen dazu gezwungen, ein Wertesystem jenseits der jüdischen Überlieferung zu suchen, um im Überlebenskampf ihre persönliche Integrität zu bewahren. In diesem zerbrochenen sozialen Umfeld, in dem das eigene Schicksal und das gesellschaftliche Leben allenfalls punktuell wie in Low Company mit Restbeständen der jüdischen Tradition neu verbunden werden kann, findet Fuchs allerdings durchaus Stoff für humorvolle Szenen oder auch Schlemihl-Figuren, die später zu einem charakteristischen Element der jiddischen und jüdisch-amerikanischen Literatur der 1960er Jahre werden sollten.
Henry Roth stellt in seinem 1934 veröffentlichten Roman Call It Sleep das Leben der jüdisch-amerikanischen Einwanderer in den Immigrantenghettos vornehmlich aus der Perspektive eines Kindes dar. Der zunächst kaum beachtete Roman hatte erst nach einer Neuauflage 1960 großen Erfolg, fand danach weite Anerkennung und diente als Vorbild für nachfolgende Autoren. Roth verknüpft in seinem Werk die bereits vorher angeschlagenen Themen der Einwandererproblematik und des Generationenkonflikts in neuer Form; zu den zentralen Motiven des Romans gehören neben den zwiespältigen Verheißungen der Neuen Welt vor allem die Undurchschaubarkeit der Realität und die Identitätssuche. Im Gegensatz zu den ausgeprägten Anpassungsstrategien seines Vaters sucht der zu Beginn der Haupthandlung sechsjährige David Schearl nach der Einwanderung 1907 in einer Folge verschiedener Initiationsreisen nach Orientierungspunkten in einer für ihn feindseligen neuen sozialen Umgebung, in der er sich als Außenseiter fühlt. Die vielschichtigen Erlebnisse und Eindrücke werden schließlich als symbolische Konstruktion einer neuen Wirklichkeit in einer Art von visionärem Schlaf zu einem mystischen Konzept verbunden, das David die Hoffnung vermittelt, sein weiteres Leben zumindest teilweise mitbestimmen zu können. In der Erzähltechnik und Form der Wirklichkeitserfassung orientiert Roth sich dabei an Joyce und dessen 1922 erschienenem Roman Ulysses. Des Weiteren versucht er, wie andere jüdische Autoren zuvor, die Eigenarten des Jiddischen in der englischen Sprache zu erhalten. Nach einer sechzigjähren Schreibpause publizierte Roth 1994 kurz vor seinem Tod die ersten vier Bände seines ursprünglich auf sechs Werke geplanten Romanzyklus Mercy of a Rude Stream, nachdem zuvor 1987 unter dem Titel Shifting Landscape ein Sammelband seiner zwischen 1925 und 1987 verfassten Geschichten, Interviews und Briefe veröffentlicht worden war. Mercy of a Rude Stream verfolgt die Entwicklung des Protagonisten Ira Stigman von 1914 bis in die zwanziger Jahre in Harlem zwischen jüdischen, italienischen und irischen Einwanderern. Stigman ist vor allem auf der Suche nach seiner eigenen Rolle als Schriftsteller; dabei wird die Identitätsentwicklung aus der Doppelperspektive des Heranwachsenden und des alten Ira im Rückblick geschildert und reflektiert.
1937 erschien Meyer Levins realistischer Roman The Old Bunch, der den Assimilierungsprozess dreier Generationen an der West Side von Chicago nachzeichnet; bereits 1931 hatte Meyer Levin mit Yehuda erstmals einen Palästinaroman in englischer Sprache veröffentlicht und damit Neuland betreten.

## Jüdisch-amerikanische Existenz als universelle Metapher
In dem Zeitraum nach dem Zweiten Weltkrieg erlebte die jüdisch-amerikanische Literatur eine grundlegende thematische Neuausrichtung, die vor allem durch zwei Faktoren beeinflusst wurde. Einerseits führte die Konsolidierung der Assimilation bei den Autoren jüdischer Herkunft zu einem zunehmend kosmopolitischen Bewusstsein, andererseits löste die Erfahrung des Holocaust jedoch gleichzeitig eine Rückbesinnung auf die eigene ethnische Herkunft aus. Auf diesem Hintergrund entfaltete sich bei den jüdisch-amerikanischen Schriftstellern vor allem in den 50er und 60er Jahren eine Tendenz, die eigene ethnische Zugehörigkeit ins Universelle zu transzendieren; die spezifisch jüdische Erfahrung der Marginalität wurde dabei in wachsendem Maße als exemplarisch für die allgemeine Befindlichkeit des Menschen in der heutigen Zeit sowie als Metapher für die entfremdete Existenz des modernen Menschen verstanden.
Darüber hinaus traten innerhalb einer Dekade in der Nachkriegsliteratur mit Saul Bellow, Bernard Malamud und Philip Roth gleich drei Autoren und Erzähler ersten Ranges an die Öffentlichkeit, deren Werke weltweit große Anerkennung fanden und das Bild der jüdisch-amerikanischen Literatur für mehr als drei Jahrzehnte nachhaltig prägten. Zugleich verlor die jüdische Prosa damit ihre Randrolle und rückte in das Zentrum der amerikanischen Literaturgeschichte.
In ihren Romanen und Kurzgeschichten stellen Bellow, Malamud und Roth unterschiedliche Formen der jüdisch-amerikanischen Existenz dar, die von emotionalen und rational-analytischen bis hin zu komisch-satirischen Auseinandersetzungen mit dem Judentum reichen. Ohne im eigentlichen Sinne eine Schule zu bilden, fühlen sich diese Autoren insgesamt aber letztlich der Malamud zugeschriebenen, von orthodoxen Literaturkritikern teilweise heftig angefeindeten Devise All men are Jews verpflichtet, der zufolge die jüdischen Erzählfiguren oder Protagonisten nicht vorrangig Vertreter einer bestimmten religiösen Minorität, sondern universelle Repräsentanten aller modernen Menschen in ihrer existenziellen Befindlichkeit sind, deren Leid stellvertretend für das aller Menschen steht.
Zu den herausragenden jüngeren jüdisch-amerikanischen Autorinnen zählt auch Cynthia Ozick, die in ihrem Prosawerk insbesondere den Konflikt oder die Dichotomie zwischen jüdischer Kultur und Tradition einerseits und künstlerisch-literarischem Wirken andererseits thematisiert und dabei erzähltechnisch neuere Techniken der Postmoderne und Formen der Metafiktion einsetzt.

## Jüdisch-amerikanisches Drama

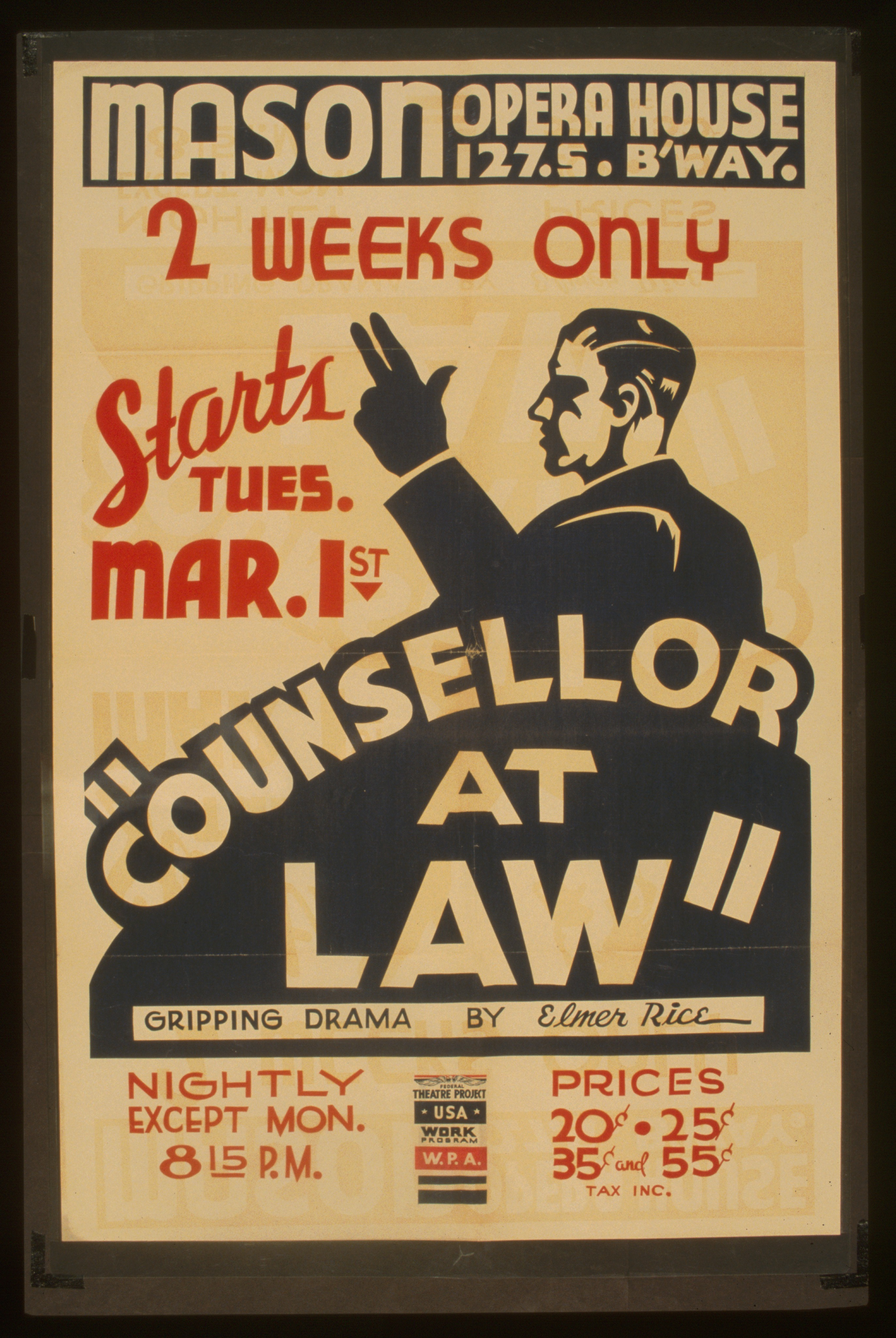
Plakat einer Aufführung von Counsellor-at-Law im Mason Opera House 1938

Antijüdische Ausschreitungen und das Verbot jiddischer Theateraufführungen in Russland lösten in den 1880er Jahren eine massenhafte Emigrationsbewegung jüdischer Schauspieler und Künstler aus Osteuropa aus, die dazu führte, dass das jiddische Theater sich in alle Teile der jiddischsprechenden Welt ausbreitete. Auf diesem Hintergrund etablierte sich im ausgehenden 19. und frühen 20. Jahrhundert in verschiedenen amerikanischen Metropolen, vornehmlich jedoch in New York, eine jiddische Theaterszene mit mehreren konkurrierenden Ensembles als fester Bestandteil der jüdischen Einwandererkultur.
Die jiddischen Theaterautoren kamen mit dem Schreiben kaum nach; einige von ihnen verfassten um die 200 Werke. Diese schnell geschriebenen Stücke wurden ebenso rasch wieder abgesetzt; teilweise schrieben die Schauspieler eigene Stücke für ihre Schauspieltruppen und waren häufig gezwungen, jede Woche ein neues Stück zu liefern. So entstand ein umfangreiches Repertoire oftmals folkloristischer und melodramatischer Stücke, in denen aktuelle Ereignisse in teilweise eigentümlicher Form aufgegriffen wurden. Die Stücke waren in vielen Fällen auf die Stars der jeweiligen Ensembles hin zugeschnitten und beim Publikum durchaus beliebt. Zugleich wurde jedoch sowohl bei Zuschauern als auch bei Kritikern zunehmend die Forderung nach einem anspruchsvolleren jüdischen Theater laut.
Das nachfolgende jüdisch-amerikanische Drama des 20. Jahrhunderts knüpfte einerseits an diese folkloristische Tradition jiddischen Theaters an, entwickelte sich andererseits aber gleichzeitig zwischen Tradition und Moderne als Reaktion auf die sozialkritischen Impulse des neuen Realismus, die die amerikanische Literatur vor allem seit der Zeit der Great Depression kennzeichneten. In dem mit dem Pulitzer-Preis ausgezeichneten Stück Street Scene (deutsch Straßenszene) stellt Elmer Rice 1929 in einer naturalistischen Milieuskizze einen Tag aus dem Leben einer jüdischen Familie in einer Mietskaserne in einem New Yorker Slumbezirk inmitten einer überwiegend zerstrittenen multiethnischen Wohngemeinschaft dar; in Councellor-at-Law (1931) zeichnet er das Bild eines jüdischen Anwalts, der zwischen den Werten der Alten und der Neuen Welt hin- und hergerissen wird.
Die Einwandererprobleme in den verschiedenen Generationen einer jüdischen Familie werden ebenso von Clifford Odets in seinem Stück Awake and Sing! thematisiert. Die proletarische Lebenssituation der Familie ist durch Unsicherheit, ständigen Mangel, Frustration und Entfremdung bestimmt; während der 22-jährige Ralph Berger versucht, die Verzweiflung durch seinen Glauben an einen sozialen Wandel zu überwinden, werden die Träume und Hoffnungen der übrigen Familienmitglieder, vor allem der älteren Generation, überwiegend durch die Konfrontation mit der sozialen Realität zerstört oder korrumpiert.
Arthur Miller debütierte 1936 als Dramatiker mit No Villain, das die Auseinandersetzungen eines jüdischen Geschäftsmannes mit unlauteren Gewerkschaftsstrategien darstellt. Incident at Vichy (1964, dt. Zwischenfall in Vichy) befasst sich mit der Thematik des Widerstands und der Ohnmacht bei den Opfern des Nazi-Regimes und versucht gleichzeitig, das „Judesein“ neu zu definieren. In dem 1968 uraufgeführten Stück The Price (dt. Der Preis) thematisiert Miller die Frage der individuellen moralischen Verantwortung in Familie und Gesellschaft und bringt in Gestalt des fast neunzigjährigen russisch-jüdischen Antiquitätenhändlers Gregory Salomon eine Figur aus der Tradition der jüdischen Erzählkunst auf die Bühne, die dem Materialismus ihres Umfeldes den Wert der zwischenmenschlichen Beziehungen entgegenhält. Das Thema des Holocaust nimmt Miller 1994 erneut in Broken Glass (dt. Scherben) auf und verknüpft es mit der schon zuvor für ihn zentralen Frage des Zusammenhangs von privatem und öffentlichem Bereich oder von zwischenmenschlicher und politisch-moralischer Verantwortung. Das Stück zeigt die unterschiedlichen Reaktionen eines jüdischen Ehepaares in New York im Herbst 1938 auf den sich abzeichnenden Holocaust, die in unheilvoller Weise mit den Beziehungsproblemen der Figuren zusammenhängen.